# Assling
Assling é um município da Áustria, situado no distrito de Lienz, no estado do Tirol. Tem 98,92 km² de área e sua população em 2019 foi estimada em 1.784 habitantes.